# Mari Rabie
Mari Rabie (* 10. September 1986 in Kapstadt) ist eine ehemalige südafrikanische Duathletin, Triathletin, mehrfache Staatsmeisterin auf der Triathlon-Kurzdistanz (2005–2016) und zweifache Olympiastarterin (2008, 2016).

## Werdegang
Mari Rabie ist seit 1995 als Triathletin aktiv und sie startete seit 2002 als Profi.
2005 und erneut 2008 wurde sie Triathlon-Staatsmeisterin auf der olympischen Distanz.

### Olympische Sommerspiele 2008
2008 ging sie für Südafrika bei den Olympischen Spielen an den Start, wo sie das Rennen mit technischen Problemen auf dem 43. Rang beendete. Im Februar 2010 gewann sie im Cross-Triathlon bei der Xterra South Africa und 2015 wurde sie hier Zweite. Im Cross-Triathlon wurde sie im Oktober 2012 auf Maui Dritte bei der Xterra-Weltmeisterschaft.
Im Mai 2015 wurde sie auch zum bereits dritten Mal Vizestaatsmeisterin Triathlon.
Mari Rabie konnte sich im Frühjahr 2016 nach 2005 und 2008 den dritten Staatsmeistertitel auf der Triathlon-Kurzdistanz sichern.
Im Juni wurde sie Vierte für das EJOT Team TV Buschhütten beim Bundesliga-Rennen in Düsseldorf, bei dem auch die Deutsche Meisterschaft auf der Sprintdistanz ausgetragen wurde. Sie wird trainiert von Darren Smith.

### Olympische Sommerspiele 2016
Mari Rabie qualifizierte sich für einen Startplatz bei den Olympischen Sommerspielen 2016 und sie ging am 20. August in Rio de Janeiro für Südafrika an den Start, wo sie den elften Rang belegte. Sie startete in Rio zusammen mit Henri Schoeman (3. Rang), Richard Murray (4. Rang) und Gillian Sanders (23. Rang).
Im Januar 2017 erklärte die damals 30-Jährige ihre aktive Zeit für beendet.
Mari Rabie lebt heute in Stellenbosch.

## Sportliche Erfolge
| Datum/Jahr    | Rang | Wettbewerb                                       | Austragungsort      | Zeit     | Bemerkung                                                                               |
| ------------- | ---- | ------------------------------------------------ | ------------------- | -------- | --------------------------------------------------------------------------------------- |
| 20. Aug. 2016 | 11   | Olympische Sommerspiele 2016                     | Rio de Janeiro      | 01:59:13 |                                                                                         |
| 26. Juni 2016 | 4    | T3 Triathlon Düsseldorf                          | Düsseldorf          | 00:58:29 | Sprintdistanz                                                                           |
| 14. Mai 2016  | 15   | ITU World Championship Series 2016               | Yokohama            | 01:58:40 |                                                                                         |
| 3. Apr. 2016  | 4    | ITU Triathlon World Cup                          | New Plymouth        | 00:59:28 |                                                                                         |
| 20. März 2016 | 1    | ATU Triathlon African Championships              | Buffalo City        | 02:15:03 | Staatsmeisterin – vor Gillian Sanders                                                   |
| 10. Mai 2015  | 2    | ATU Triathlon African Championships              | Scharm asch-Schaich | 02:08:24 | Zweite und damit Vizestaatsmeisterin                                                    |
| 12. Apr. 2014 | 3    | ATU Triathlon African Championships              | Troutbeck           | 02:21:38 |                                                                                         |
| 23. Sep. 2012 | 4    | London Triathlon                                 | London              | 02:03:18 |                                                                                         |
| 19. Feb. 2012 | 7    | ITU Sprint Triathlon African Cup                 | Kapstadt            | 01:02:51 | 750 m Schwimmen, 20 km Radfahren und 5 km Laufen                                        |
| 20. März 2011 | 3    | ITU Triathlon African Cup                        | Port Elizabeth      | 02:14:30 |                                                                                         |
| 24. Juli 2010 | DNF  | ITU World Championship Series 2010               | London              | –        | im 5. Rennen der Serie                                                                  |
| 5. Juni 2010  | DNF  | ITU World Championship Series 2010               | Madrid              | –        |                                                                                         |
| 9. Mai 2010   | 2    | ATU Triathlon African Championships              | Durban              |          |                                                                                         |
| 19. Aug. 2008 | 43   | Olympische Sommerspiele 2008                     | Peking              | 02:09:27 | technische Probleme auf dem Rad                                                         |
| 8. März 2008  | 1    | ATU Triathlon African Championships              | Hammamet            |          |                                                                                         |
| 31. März 2007 | 2    | ATU Triathlon African Championships              | Le Coco Beach       | 02:06:39 |                                                                                         |
| 2006          | 26   | ITU Short Distance Triathlon World Championships | Lausanne            | 02:08:57 |                                                                                         |
| 18. März 2006 | DNF  | Commonwealth Games 2006                          | Melbourne           | –        | Triathlon über die olympische Distanz (1,5 km Schwimmen, 40 km Radfahren, 10 km Laufen) |
| 10. Sep. 2005 | 6    | ITU Triathlon World Championship Junior Women    | Gamagori            | 01:02:41 |                                                                                         |
| 3. Apr. 2005  | 1    | ATU Triathlon African Championships              | KwaZulu-Natal       |          |                                                                                         |
| 2003          | 7    | ITU Triathlon World Championship Junior Women    | Queenstown          | 01:09:42 |                                                                                         |
| 9. Nov. 2002  | 10   | ITU Triathlon World Championship Junior Women    | Cancún              | 01:02:49 |                                                                                         |

| Datum/Jahr    | Rang | Wettbewerb                | Austragungsort | Zeit     | Bemerkung   |
| ------------- | ---- | ------------------------- | -------------- | -------- | ----------- |
| 23. Jan. 2011 | 3    | Ironman 70.3 South Africa | East London    | 04:45:45 | [ 3 ] [ 4 ] |
| 17. Jan. 2010 | 1    | Ironman 70.3 South Africa | East London    |          |             |

| Datum/Jahr    | Rang | Wettbewerb                           | Austragungsort | Zeit     | Bemerkung                         |
| ------------- | ---- | ------------------------------------ | -------------- | -------- | --------------------------------- |
| 25. Feb. 2017 | 2    | Xterra South Africa                  | Grabouw        | 02:45:31 | [ 5 ]                             |
| 22. Feb. 2015 | 2    | Xterra South Africa                  | Waco           |          | [ 6 ]                             |
| 28. Okt. 2012 | 3    | Xterra Triathlon World Championships | Maui           | 03:01:43 | Weltmeisterschaft Cross-Triathlon |
| 26. Feb. 2010 | 1    | Xterra South Africa                  | Grabouw        | 02:47:17 | [ 7 ]                             |

(DNF – Did Not Finish)